# Орапа (аэропорт)
Орапа (ИКАО: FBOR) — это частный аэропорт, который находится в Орапа, Ботсвана. Принадлежит алмазодобывающей компании Debswana, которая также владеет алмазодобывающим карьером Орапа. Плановое обслуживание аэропорта отсутствует. Разрешение на посадку должно быть получено от Debswana по крайней мере, за 48 часов до прибытия.

## Характеристики
Аэропорт находится на высоте 3100 футов (945 м) над среднем уровнем моря.
У него есть одна взлётно-посадочная полоса номер 07/25 с асфальтным покрытием длиной 1675 м.